# فنجاني كستنائي
فنجاني كستنائي (الاسم العلمي: Peziza badia) هو نوع من الفطريات يتبع جنس الفنجاني من فصيلة الفنجانية.